# Mekouma
Mekouma est un village du Cameroun situé dans la région du Centre, le département du Nyong-et-Mfoumou et la commune d'Ayos.

## Population
En 1961, Mekouma comptait 169 habitants, principalement des Yebekolo. Lors du recensement de 2005, on y dénombrait 126 personnes.